# 比查達河
比查達河是哥倫比亞的河流，位於該國東部，流經梅塔省和比查達省，河道全長580公里，集水區面積約25,000平方公里，最終注入奧里諾科河。